# Les Ponts-de-Cé
Les Ponts-de-Cé è un comune francese di 12 143 abitanti situato nel dipartimento del Maine e Loira nella regione dei Paesi della Loira.
La località è famosa per essere stata teatro dello scontro tra le armate di Luigi XIII e quelle di sua madre Maria de Medici nell'agosto del 1620.

## Società

### Evoluzione demografica
Abitanti censiti